# Maeve (nome)
Maeve  è un nome proprio di persona irlandese femminile.

## Varianti
- Forme gaeliche originali: Medb[1], Meadhbh[1][2], Meadhbha[2], Méabh[1][2]
- Altre forme anglicizzate: Mave[1], Meave[1][2], Maev[2]

## Origine e diffusione

Queen Maev, di J. C. Leyendecker

Si tratta di una forma anglicizzata del nome gaelico Medb, che significa "inebriante", ma potrebbe anche derivare dal celtico comune medu, "idromele".
Nella forma Medb era comune nell'Irlanda medievale, e venne successivamente reso in inglese usando altri nomi quali Mabel, Maud e Marjorie. Fu poi ripreso nel XIX secolo.
Il nome è portato da due personaggi della mitologia irlandese: il primo è Medb, figura molto importante e centrale nel Ciclo dell'Ulster, da cui prendono il nome un cratere di Europa e una corvetta della marina militare irlandese, LÉ Maev. Il secondo è Medb Lethderg, una dea moglie di molti sovrani mitologici.

## Onomastico
Non esistono sante che portano questo nome, che quindi è adespota. L'onomastico può essere festeggiato in occasione di Ognissanti, il 1º novembre.

## Persone
- Maeve Binchy, scrittrice irlandese
- Maeve Brennan, giornalista e scrittrice irlandese naturalizzata statunitense
- Maeve Fort, diplomatica britannica
- Maeve Kinkead, attrice statunitense
- Maeve Quinlan, attrice statunitense

## Il nome nelle arti
- Maeve è un personaggio della serie a fumetti The Boys.
- Maeve è un personaggio del videogioco Paladins.
- Mave Caulfield è un personaggio del film del 1958 L'ultimo urrà, diretto da John Ford.
- Maeve Fletcher è un personaggio della serie di romanzi di Dirk Pitt, scritti da Clive Cussler.
- Maeve Fox è un personaggio del telefilm A Date with Darkness: The Trial and Capture of Andrew Luster.
- Maeve Millay è un personaggio della serie televisiva Westworld - Dove tutto è concesso.
- Maev Ring è un personaggio dei romanzi della Saga dei Rigante di David Gemmell.
- Maeve Rojas è un personaggio della serie Uno di noi sta mentendo.
- Maeve Rourke Cassidy è un personaggio dei fumetti Marvel Comics.
- Maeve Ryan è un personaggio della serie televisiva I Ryan.
- Maeve Stoddard è un personaggio della soap opera Sentieri.
- Maeve Wiley è uno dei personaggi principali della serie televisiva Sex Education.